# Номура, Тэцуро
Тэцуро Номура (яп. 野村 哲郎; род. 20 ноября 1943, Hayato) — японский государственный деятель, министр сельского хозяйства, лесных угодий и рыбного промысла Японии (2022—2023).

## Биография
Родился 20 ноября 1943 года.
После окончания учёбы Номура занялся политикой, став членом Либерально-демократической партии Японии. В 2004 году он впервые был избран в Палату советников от этой партии.
В августе 2022 года Номура получил портфель министра сельского хозяйства, лесных угодий и рыбного промысла в кабинете Фумио Кисиды. В августе 2023 года Номура подвергся критике со стороны своих однопартийцев за то, что назвал воду, выпущенную с АЭС Фукусима-1, «загрязнённой». Позже, оказавшись под давлением, Номура извинился за свои замечания, заявив, что это была оговорка.
13 сентября 2023 года премьер-министр Фумио Кисида распорядился о перестановках в кабинете министров, в результате которых Номура потерял пост министра сельского хозяйства, лесных угодий и рыбного промысла.